# Autobus sperimentali della SRTO (Roma)
Gli Autobus sperimentali della SRTO della rete di Roma sono stati un gruppo di 5 veicoli autobus, due monopiano e tre con posti aggiunti sull'imperiale, adibiti sperimentalmente al servizio della città.

## Storia
Nel 1904, completata l'elettrificazione della rete tranviaria, la SRTO deve onorare l'impegno di cessare del tutto la trazione a cavalli a mezzo di omnibus, la cui concessione scade il 22 dicembre 1912 La data è stata stabilita dal contratto tra SRTO e Comune sottoscritto nel 1892, che delinea per la prima volta un vero e proprio concetto di rete anche per i tram, dà il via all'esercizio tranviario a trazione elettrica e decide i destini della rete stradale a cose fatte.

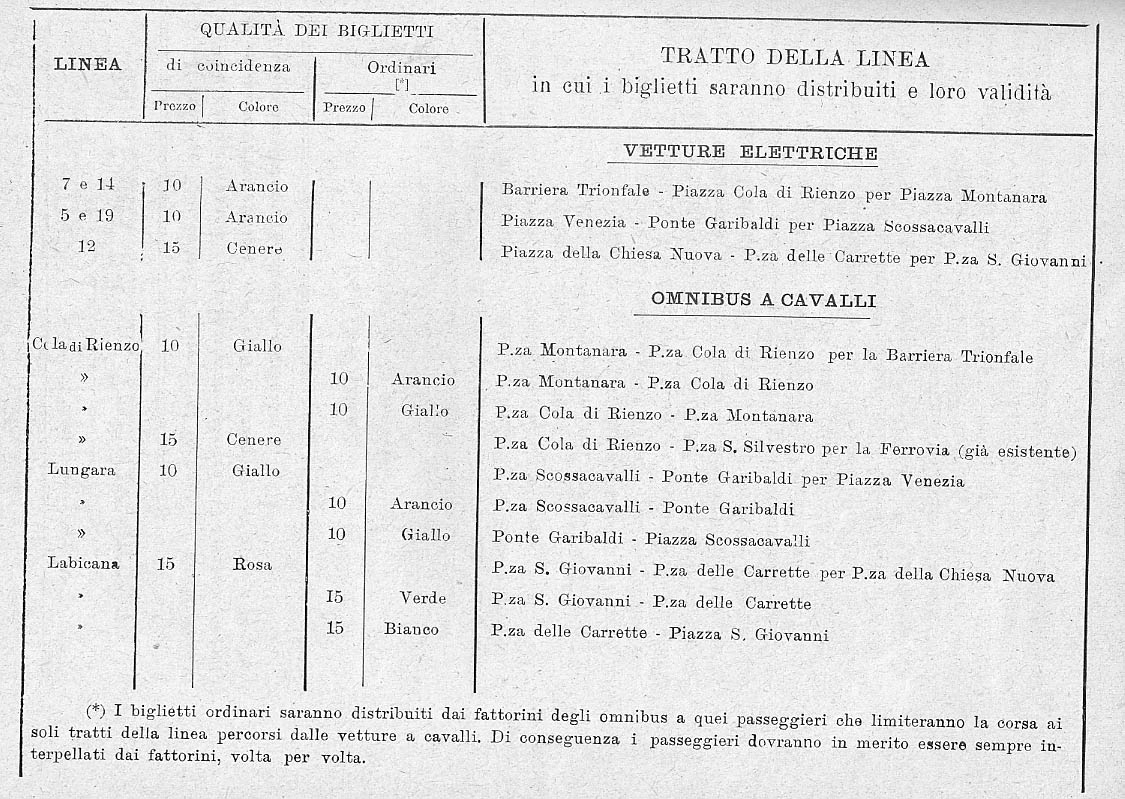
Schema delle coincidenze tra omnibus e tram elettrici e relative tariffe.

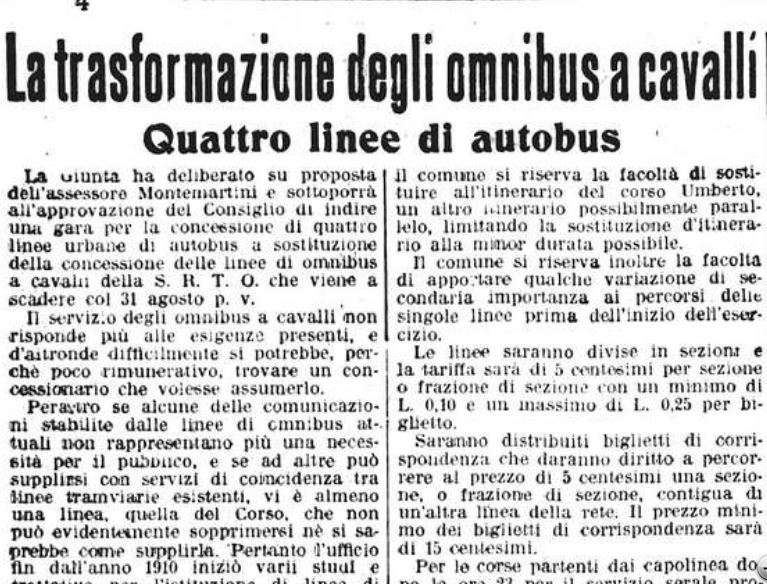
Il messaggero 18 aprile 1912.

Gli omnibus in circolazione sono ancora molti e in diversi casi il problema si risolve limitando i percorsi laddove incontrano le linee tranviarie e magari devono sostituirle, istituendo appositi biglietti di coincidenza. Per gli itinerari dove il tram non può arrivare, per traffico viaggiatori o inadeguatezza delle strade, si pensa di utilizzare l'autobus, o come veniva chiamato allora l'omnibus-automobile,  veicolo che con la trazione a vapore si è già visto circolare a Roma tre anni prima. La SRTO effettua in proposito un cospicuo investimento nella Società per la costruzione di veicoli automobili e affini, alla quale è legato un suo consigliere, il futuro presidente Augusto Cavaceppi, emettendo al contempo un consistente numero di obbligazioni al portatore, in parte sottoscritte dalla Banca Commerciale Italiana.

## Le vetture

### Il primo veicolo della Thorneycroft
Il primo autobus arriva a Roma nell'estate del 1905 ed effettua la sua prima corsa dimostrativa il 25 luglio. A bordo il sindaco Cruciani Alibrandi, assessori e consiglieri comunali, ed ovviamente i giornalisti. È l'unica vettura di cui, grazie alle cronache giornalistiche, conosciamo più o meno in dettaglio i dati tecnici, che la rivista Ingegneria Ferroviaria riassume come segue:
- il motore, a benzina a 4 tempi, è a quattro cilindri avente un diametro di mm 108, e una corsa di mm 127, ed ha la potenza di 24 HP quando compie 900 giri al minuto; sopra una buona massicciata, e con pieno carico di 34 passeggeri, 16 all'interno e 18 sull'imperiale, si possono superare pendenze dell'8%;
- la velocità massima raggiungibile in piano è di 19 chilometri all'ora. Le teste di bielle e gli eccentrici di comando delle valvole sono chiusi in scatole onde poter avere una lubrificazione forzata in tutte le parti in movimento
- i cilindri sono provvisti di intercapedini per la circolazione dell'acqua a cui si provvede con una pompa rotativa di ampia capacità;
- i cambiamenti di velocità sono 4 corrispondenti a km 4,8, 8,8, 13,2 3 19,2 all'ora: si ha pure una marcia indietro ad una velocità di km 4,8;
- gli ingranaggi per il cambio di velocità sono racchiusi in una scatola piena d'olio e la manovra di essi si effettua con un'unica leva situata alla sinistra dello chauffeur;
- il serbatoio della benzina è capace di circa 100 litri;
- il comando della direzione, irreversibile, agisce su una vite perpetua che ingrana con un settore. La trasmissione del movimento è a catena. Le ruote sono del tipo usato per le artiglierie inglesi, munite di due forti molle a balestra; hanno il mozzo di metallo, i razzi di quercia e i quarti di frassino;
- ai cerchioni di acciaio, convenientemente profilati, sono adattate, ad incastro, gomme piene fornite dalla Società Helens Cable Company Limited; semplici sulle ruote anteriori e doppie sulle posteriori motrici (per evitare gli slittamenti), sono gomme che costano 1500 lire l'assortimento completo di 6, compreso dogana e trasporto. La macchina per applicarle costa lire 100. La casa fornitrice delle gomme assicura che quelle poste sulle ruote motrici potranno percorrere 400 chilometri, quelle sulle anteriori 1600 chilometri;
- l'accensione è doppia: a magnete e ad accumulatori. I freni sono due: uno a pedale, funzionante sull'asse del cambiamento di velocità e l'altro a mano funzionante sull'asse posteriore.

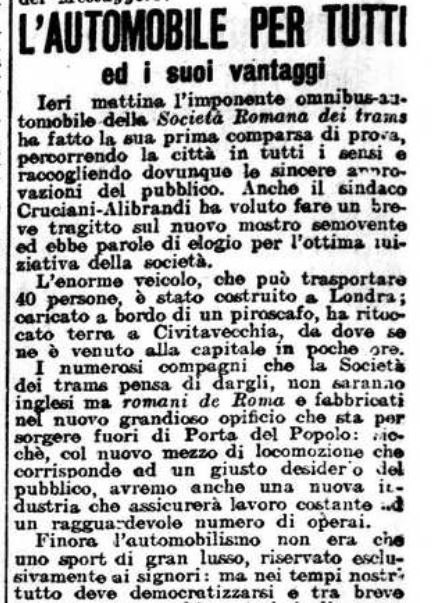
Il messaggero 26 luglio 1905

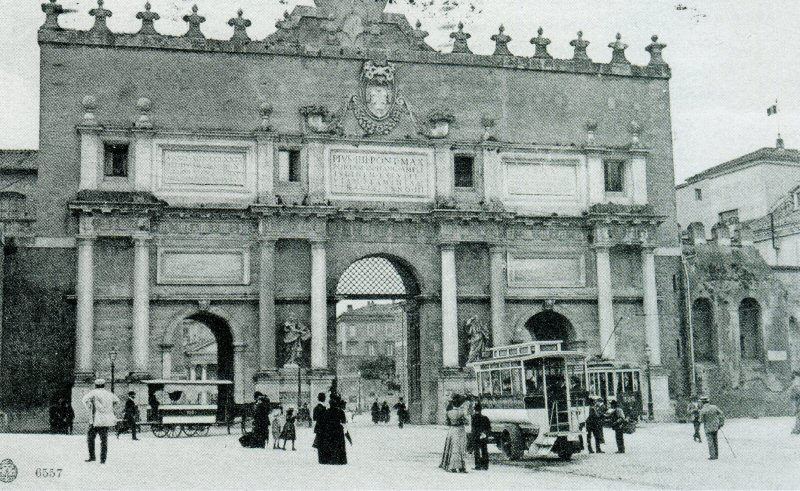
Autobus, tram e omnibus della SRTO nell'odierno piazzale Flaminio

Il Messaggero, da parte sua, aggiunge che "come carrozzeria essa è del tipo degli omnibus di Parigi e di Londra cioè ad imperiale con elegante scaletta. Sull'imperiale sono diciotto posti e sedici nell'interno. La costruzione è solida, elegante, pratica. Come macchinario il nuovo automobile risponde al genere richiesto per servizio pubblico. Gli apparecchi sono saldamente collegati tra loro, eccellenti i motori. Il nuovo veicolo contiene inoltre molti accessori utili allo studio del problema di questa speciale locomozione, quale ad esempio il contatore di chilometri, quello della velocità, ecc."

### Le altre vetture
Degli altri quattro autobus esistono poche e scarne descrizioni, tra le quali la più consistente è un articolo del quotidiano La Tribuna pubblicato nell'edizione del 6 aprile 1906. "L'esperimento fatto da vari mesi con gli omnibus-automobile della Società Romana Tramways-Omnibus e il gradimento dimostrato dal pubblico per il nuovissimo sistema" scrive il quotidiano, "ha indotto la Società Romana Tramways-Omnibus a tentare l'esperimento di un vero e proprio servizio pubblico, mediante il quale si otterrà di mettere in pratica evidenza i pregi e i difetti che in relazione alle esigenze di un pubblico servizio emergono dal nuovissimo e geniale sistema di trazione. E poiché questo esperimento di potesse fare nelle condizioni più pratiche e offrisse il modo di studiare a fondo così importante problema, la Società ha creduto di ordinare le macchine a diverse case costruttrici". I pochi dati elencati nella successiva (e lungamente entusiastica) descrizione sono riassunti nella tabella.

### Vicende

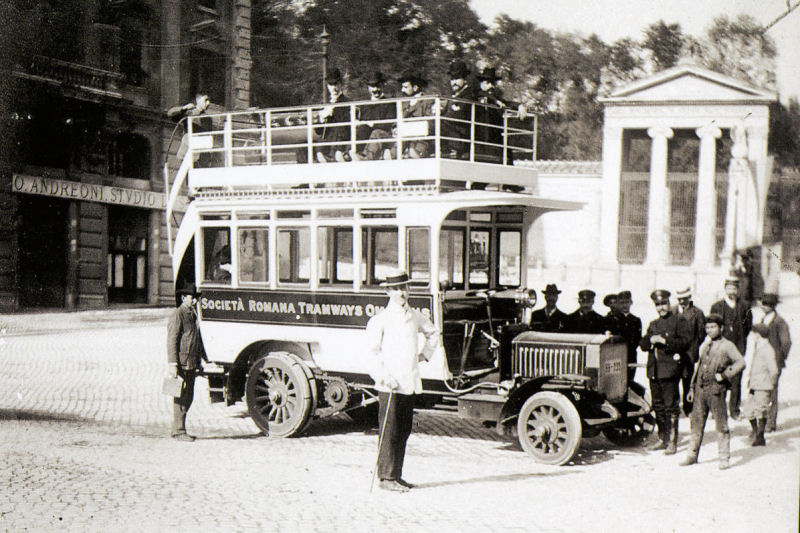
Autobus della SRTO nell'odierno piazzale Flaminio

Come per i dati tecnici anche le vicende delle vetture si desumono dalle cronache dei giornali. Il primo autobus viene impiegato anzitutto su un percorso di prova appositamente studiato, che prevede il transito su un tracciato di particolari caratteristiche piano-altimetriche (via Cavour, via di Porta Pinciana, via Sistina, via Capo le Case), effettuato in entrambi i sensi di marcia. La prima autolinea urbana, del cui esercizio non si sa nulla, segue il percorso piazza del Popolo, corso Umberto I, piazza San Silvestro, via della Mercede, via Capo le Case, via Due Macelli, via del Tritone, via delle Quattro Fontane, via Nazionale, stazione Termini. Di altre linee esistono solo degli accenni:
- via Tomacelli, ponte Cavour, lungotevere dei Mellini, piazza della Libertà, piazza dei Quiriti, viale Giulio Cesare, via Ottaviano Sforza;[7]
- piazza Montanara [itinerario intermedio non accertato] piazza Cola di Rienzo, successivamente prolungata per via Orazio, via Attilio Regolo, via dei Gracchi, via Ottaviano Sforza, viale Giulio Cesare, Quartiere Trionfale.[8]

Secondo una pubblicazione ufficiale della SRTO la sperimentazione viene interrotta nel 1910 a causa dell'eccessivo consumo di benzina (circa 65 litri per 100 km) e il costo non indifferente dei copertoni, che in barba alle garanzie sopra citate sembra devono essere sostituiti di continuo.
| carrozzeria  | anno | piani | motore     | potenza | posti   | Note                  |
| ------------ | ---- | ----- | ---------- | ------- | ------- | --------------------- |
| Thorneycroft | 1905 | due   | 4 cilindri | 24      | 16 + 18 |                       |
| Thorneycroft | 1905 | unico | 4 cilindri | 20      | 18      |                       |
| Daimler      | 1906 | unico |            |         | 16      | carrozzeria Nobili    |
| Scheibler    | 1906 | due   |            |         | 16 + ?  | carrozzeria Tabanelli |
| Delahaye     | 1906 | due   |            |         |         |                       |

Tutti gli autobus con cambio meccanico a 4 marce.